# Сент-Имье (Франция)
Сент-Имье (фр. Saint-Ismier) — коммуна во Франции, находится в регионе Рона — Альпы. Департамент коммуны — Изер. Входит в состав кантона Муаян Грезиводан. Округ коммуны — Гренобль.
Код INSEE коммуны — 38397. Население коммуны на 2012 год составляло 6549 человек. Населённый пункт находится на высоте от 216 до 1489  метров над уровнем моря. Муниципалитет расположен на расстоянии около 480 км юго-восточнее Парижа, 100 км юго-восточнее Лиона, 11 км северо-восточнее Гренобля. Мэр коммуны — Анри Бэль, мандат действует на протяжении 2014—2020 гг.
Динамика населения (INSEE):